# Košičan

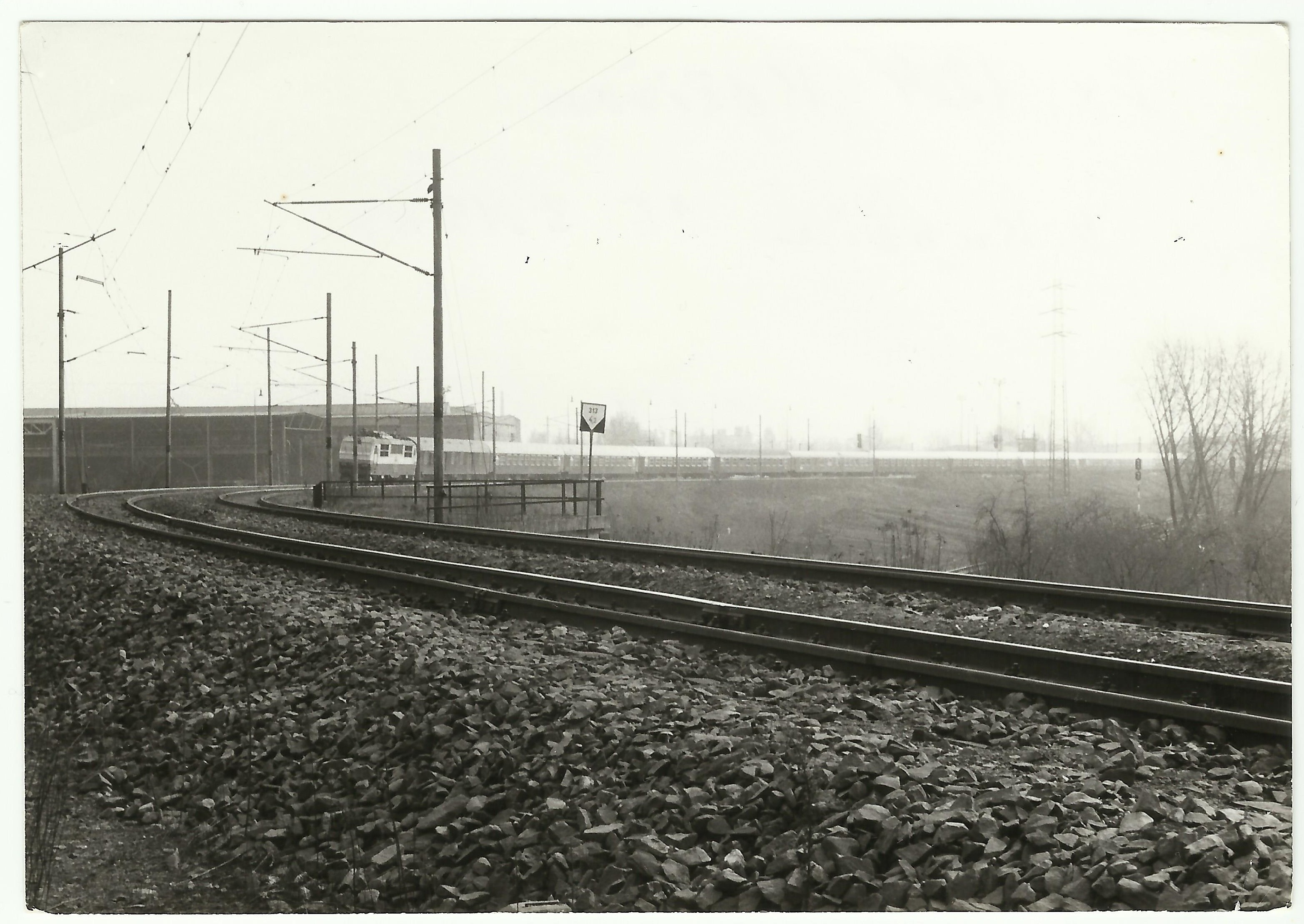
Ex 124 „Košičan“ opouští stanici Ostrava-Kunčice v období Československa. V čele lokomotiva E 499.2 (25. 3. 1984).

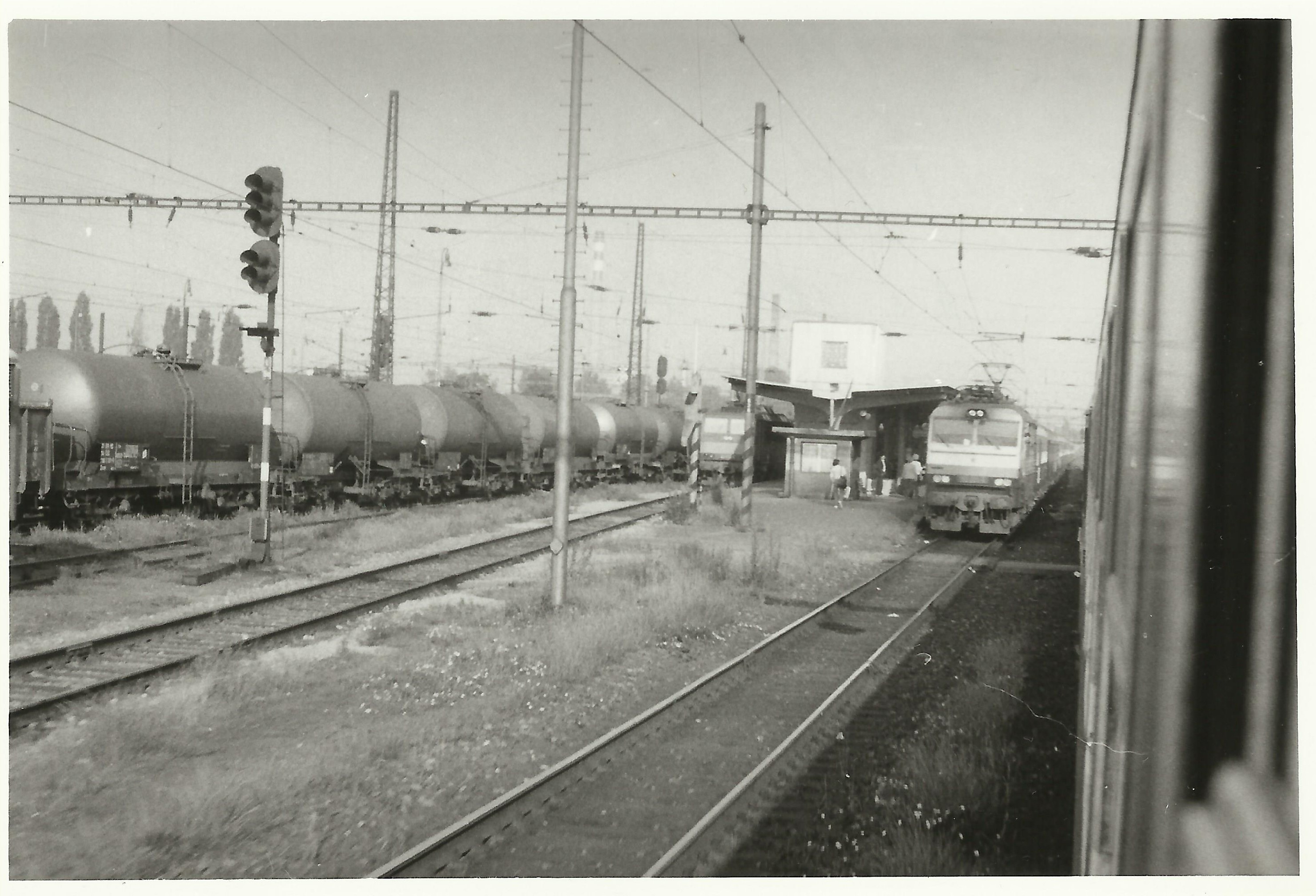
Ex 125 „Košičan“ na pardubickém nádraží v období Československa, v čele lokomotiva E 499.2 (5. 7. 1989).

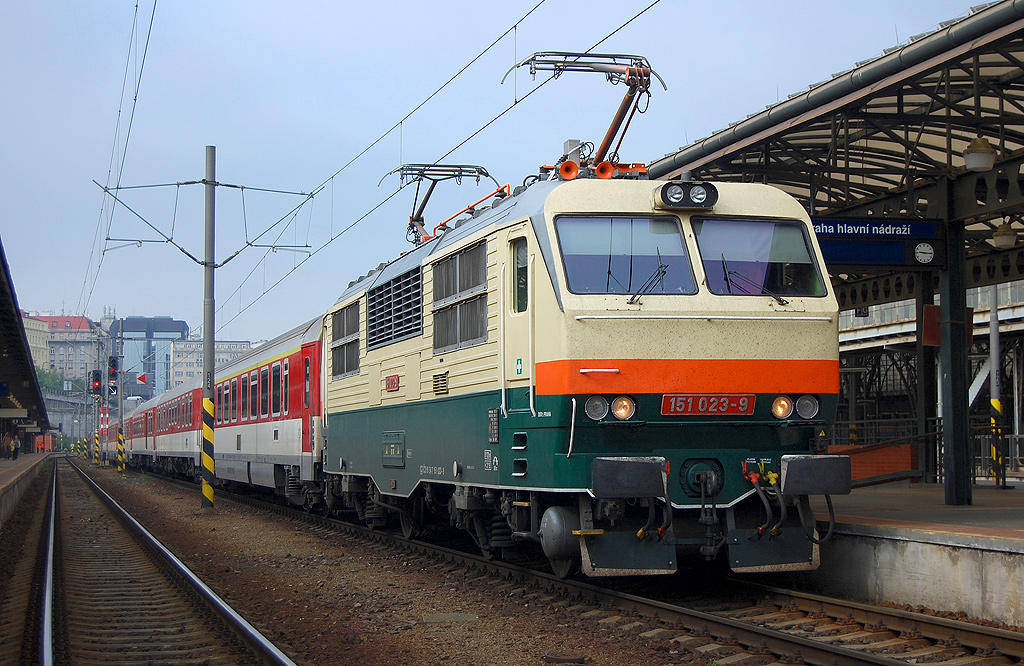
Lokomotiva 151.023 v čele vlaku 121 Košičan

Košičan je název komfortního vlaku pro dálkovou přepravu mezi Prahou a Košicemi. Poprvé vyjel kolem roku 1975, pro vlak byly určeny první elektrické lokomotivy řady 150. Vlak byl široce využíván také k denní dopravě osob do tatranských letovisek. Je koncipován jako povinně místenkový, od jízdního řádu 2014/15 je provozován elektrickou jednotkou 680 Pendolino. V jízdním řádu 2024/2025 trvá cesta z Prahy do Košic okolo 8 hodin.
Do roku 2014 jezdil denně na trase Praha – Olomouc – Vsetín – Púchov – Žilina – Košice. V jízdním řádu 2015, s příchodem jednotky Pendolino na linku Praha – Košice, byl po dlouhé době značně omezen. Stal se z něj posilový vlak jedoucí v pátek z Prahy do Košic (jako EC 243) a v neděli z Košic do Prahy (jako EC 242). Tento vlak jel přes Ostravu a byl opět povinně místenkový. S jízdním řádem 2016 jméno Košičan získal spoj vedený jednotkou Pendolino, posilové EC 242/243 nově pod jménem Roháče bylo v úseku mezi Prahou a Ostravou spojeno s IC 542/543 Vladislav Vančura jedoucím do Opavy. Vlaky EC 242/243 byly od jízdního řádu 2018/2019 také vedeny jednotkou Pendolino s tím, že vlak 242 jezdil pouze v sobotu a několik státních svátků, vlak 243 jezdil celou trasu pouze v pátek a několik dalších dní před státními svátky, v ostatní dny končil už v Bohumíně. V jízdním řádu 2020 se objevily hned čtyři vlaky s názvem Pendolino Košičan, a to SC 240, SC 241, SC 242 a SC 243. Vlaky 241 a 240 jezdily po celé trase denně, vlak 243 jezdil do Košic pouze v pátek, jinak končil v Bohumíně. Vracel se v sobotu jako vlak 242. Od jízdního řádu 2022/23 byl takto označen pouze pár vlaků 240/241. Od 15. srpna 2024 bylo pendolino nahrazeno klasickou soupravou. Toto opatření potrvá minimálně do dokončení montáže a schválení ETCS ve všech jednotkách 680.
| jízdní řád ČSD z roku 1975, expres | jízdní řád ČD a ZSSK z roku 2007 EuroCity | Stanice                  | jízdní řád ČSD z roku 1975, expres | jízdní řád ČD a ZSSK z roku 2007, EuroCity |
| ---------------------------------- | ----------------------------------------- | ------------------------ | ---------------------------------- | ------------------------------------------ |
| 14:40 odjezd                       | 8:07 odjezd                               | Praha hlavní nádraží     | příjezd 19:29                      | příjezd 17:54                              |
| vlak stanicí projíždí              | vlak stanicí projíždí                     | Praha-Libeň              | vlak stanicí projíždí              | příjezd 17:43                              |
| vlak stanici projíždí              | 8:49                                      | Kolín                    | vlak stanicí projíždí              | 17:08                                      |
| vlak stanici projíždí              | 9:14                                      | Pardubice hlavní nádraží | 18:07                              | 16:43                                      |
| vlak stanici projíždí              | 9:51                                      | Česká Třebová            | vlak stanicí projíždí              | 16:06                                      |
| 16:39                              | 10:52                                     | Olomouc hlavní nádraží   | 16:12                              | 15:10                                      |
| vlak stanici projíždí              | 11:24                                     | Hranice na Moravě        | vlak stanicí projíždí              | 14:37                                      |
| vlak jede přes O. Vítkovice        | 11:49                                     | Valašské Meziříčí        | vlak jede přes O. Vítkovice        | 14:11                                      |
| vlak jede přes O. Vítkovice        | 12:08                                     | Vsetín                   | vlak jede přes O. Vítkovice        | 13:54                                      |
| vlak jede přes O. Vítkovice        | 12:28                                     | Horní Lideč              | vlak jede přes O. Vítkovice        | 13:37                                      |
| 17:52                              | vlak jede přes Púchov                     | Ostrava-Vítkovice        | 14:49                              | vlak jede přes Púchov                      |
| 18:08                              | vlak jede přes Púchov                     | Havířov                  | 14:34                              | vlak jede přes Púchov                      |
| 18:29                              | vlak jede přes Púchov                     | Český Těšín              | 14:16                              | vlak jede přes Púchov                      |
| 19:39                              | 13:31                                     | Žilina                   | 13:07                              | 12:35                                      |
| 20:09                              | vlak stanicí projíždí                     | Vrútky                   | 12:37                              | vlak stanicí projíždí                      |
| 20:37                              | vlak stanicí projíždí                     | Ružomberok               | 12:08                              | vlak stanicí projíždí                      |
| 21:00                              | 14:30                                     | Lipt. Mikuláš            | 11:48                              | 11:36                                      |
| vlak stanici projíždí              | vlak stanicí projíždí                     | Štrba                    | 11:17                              | vlak stanicí projíždí                      |
| 21:48                              | 15:13                                     | Poprad-Tatry             | 10:58                              | 10:55                                      |
| vlak stanicí projíždí              | 15:34                                     | Spišská Nová Ves         | 10:58                              | 10:36                                      |
| 22:51                              | 16:10                                     | Kysak                    | 9:50                               | 9:59                                       |
| 23:04 příjezd                      | 16:23 příjezd                             | Košice                   | odjezd 9:35                        | odjezd 9:46                                |